# No Te Voy A Fallar
«No Te Voy A Fallar» es una canción del cantante italiano Ruggero Pasquarelli. Fue estrenada, bajo licencia de Kasst Agency, el 10 de septiembre de 2019, el día del cumpleaños del cantante como regalo para él y para sus fanes. Fue compuesta nuevamente por el mismo Pasquarelli.

## Vídeo musical
El vídeo musical fue estrenado el mismo día que la canción bajo la dirección de Martín Seipel.

## Lista de canciones
- Descarga digital[2] – Streaming[3]

| N.º | Título               | Duración |  |
| 1.  | «No Te Voy A Fallar» | 3:03     |  |